# Barkerwebbia elongata
Barkerwebbia elongata là loài thực vật có hoa thuộc họ Arecaceae. Loài này được Becc. ex Martelli mô tả khoa học đầu tiên năm 1935.